# Julehits 2017
Julehits 2017 er et dansk opsamlingsalbum med julemusik udgivet den 3. november 2017 på Universal Music. Det viderefører det karakteristiske cover med blå snelandskab og Tuborg-julemand (med en fidget spinner i hånden), designet af Wibroe, Duckert & Partners. Det blev senest brugt på Most Wanted Christmas 2016.

## Spor
- Band Aid - "Do They Know It's Christmas?"
- Joey Moe - "Hey mor"
- Ariana Grande - "Santa Tell Me"
- Gulddreng - "Guld Jul"
- Mariah Carey feat. Justin Bieber - "All I Want For Christmas Is You (SuperFestive!)"
- YouKnowWho - "Finally It's Christmas Again"
- Mel & Kim - "Rockin' Around the Christmas Tree"
- Slade - "Merry X-Mas Everybody"
- Cisilia feat. Hasan Shah - "Kold december"
- Sam Smith - "Have Yourself a Merry Little Christmas"
- Michael Ball - "Driving Home For Christmas"
- Shu-Bi-Dua - "Den Himmelblå"
- Bobby Helms - "Jingle Bell Rock"
- Sys Bjerre - "Det'cember"
- Elton John - "Step Into Christmas"
- Diskofil - "Til julebal i nisseland" (Plagiat version)
- Bryan Adams - "Christmas Time"
- Aqua - "Spin Me a Christmas"
- The Pussycat Dolls - "Santa Baby"
- Sukkerchok - "Hele Julenat, Hele Juledag"
- Bing Crosby - "White Christmas"
- ABBA - "Happy New Year
- Tuborg Juleband - "Tuborg Julebryg Jingle"

## Hitlister
| Hitliste (2017)              | Højeste placering |
| ---------------------------- | ----------------- |
| Danmark (Compilation Top-10) | 1                 |